# بوژکوو
بوژکوو (به لهستانی:  Bożków) یک روستا در لهستان است که در گمینا نووا رودا واقع شده‌است. بوژکوو ۱٬۶۰۰ نفر جمعیت دارد.